# Fiona May
Fiona May (Slough, 12 de dezembro de 1969) é uma ex-atleta italiana nascida na Inglaterra, bicampeã mundial e medalhista olímpica do salto em distância.
Filha da jamaicanos nascida na Inglaterra, fez suas primeiras participações no atletismo internacional representando a Grã-Bretanha. Foi assim que se tornou campeã mundial júnior do salto em distância em 1988 em Sudbury, no Canadá. Também pela Grã-Bretanha disputou dois Jogos Olímpicos, Seul 1988 e Barcelona 1992, sem maiores sucessos. Em 1994 casou-se com o italiano Gianni Iapichino, atleta do salto com vara que viria a ser seu treinador, naturalizou-se italiana e a partir daí começou uma carreira de conquistas internacionais.
Em 1995  conquistou uma medalha de ouro no Campeonato Mundial de Atletismo de Gotemburgo, na Suécia, e no ano seguinte uma medalha de prata nos Jogos de Atlanta 1996, o terceiro que participava e o primeiro que medalhava. Seguiu-se o título de campeã mundial indoor  no Campeonato Mundial de Atletismo em Pista Coberta de 1997 em Paris e nova medalha de prata olímpica em Sydney 2000. Sua última grande conquista internacional foi o título de bicampeã mundial do salto em distância em Edmonton 2001.
May encerrou a carreira em 2006 e se tornou uma  personagem dos meios de comunicação. Foi garota-propaganda de vários produtos, venceu o reality-show Dancing with the Stars na versão italiana e comentou os Jogos de Londres 2012 para a Sky Sports Italia. Também atuou fazendo o personagem principal da minissérie da RAI Butta la luna, sobre racismo e integração social.